# Újfalussy Sándor
Újfalusi Újfalussy Sándor József (Mátészalka, 1845. február 2. – Remetemező, 1895. április 12.) köztisztviselő, Szatmár vármegye alispánja, később több vármegye főispánja.

## Élete
Mátészalkán született régi református köznemesi családba, édesapja Újfalussy György (1815–1882) honvéd őrnagy és nemzetőrségi kapitány, édesanyja pedig Éless Klára (1817–1890). Iskoláit részben Belgiumban végezte, majd hazatérve 1866-ban a törvényszéknél állt közszolgálatba. 1872-ben képviselőjelöltként indult a választásokon, de nem sikerült mandátumot szereznie, így az akkor szintén megpályázott és elnyert mátészalkai szolgabírói pozíciót foglalta el. Pályája gyorsan ívelt felfelé. 1877-ben Újfalussy két ügyben is nyilvánosságot kapott. Ezen egyike az orosz–török háború kapcsán Nagykárolyban mondott beszéde, a másik pedig a gazdasági kiegyezési javaslatok tárgyalása során az ő indítványára a vármegyei közgyűlés által a vámszövetség ellen az országgyűléshez intézett felirat. 1878-ban már vármegyei főjegyző volt, 1881-ben pedig a lemondott sógora, Jékey Mór helyére – Domahidy István ellenében – alispánná választották az akkor mindössze 36 éves Újfalussyt.
Alispáni működése során sokat tett vármegyéjéért, legfőképpen a közlekedés terén. Neki köszönhető a Szatmárnémeti–Nagybánya, a Nyíregyháza–Mátészalka és a Nagykároly–Zilah közötti vasút, a Mátészalka és Csenger közötti közút (ma nagyrészt a 49-es főút része), de a Mátészalka és Szatmárnémeti közötti vasút megépítésének előkészítése is az ő nevéhez fűződik. A korszakban a vármegyében zajló folyószabályozási munkálatokból is kivette a részét, sőt, az Ecsedi-láp lecsapolására is alapított társulatot. 1886-ban az árvíz-sujtotta Szamossályi községben nem csak a mentési munkálatokat vezette, de személyesen osztotta ki a település rászorulói között az élelmiszereket. Az országban elsőként Újfalussy fogadtatta el vármegyéjével a községi gyermekmenhelyek kötelező felállítását, de neki köszönhető a vármegyei közművelődési pótadó bevezetése az 1882-ben alapított Széchenyi Társulat segélyezése céljából, melynek egyébként alelnökévé is megválasztották. Ugyanakkor némi ellenérzés is volt ellene, hiszen Szatmárnémeti városa szerette volna visszaszerezni korábban elveszített megyeszékhelyi státuszát. Mivel Újfalussy Nagykárolyt favorizálta mint a törvényhatóság székhelyét, a szatmárnémetiek nem szívelték az alispánt. Népszerűsége azonban odáig romlott, hogy Szatmárból való távozásának már kifejezetten örültek.
1889-ben Ferenc József Újfalussyt Jász-Nagykun-Szolnok vármegye főispánjává nevezte ki, habár a jelöltek között Hajdu Sándor alispán, Hegedüs Zsigmond volt jászberényi törvényszéki elnök és báró Urbán Iván nagybirtokos is. Újfalussy Szatmárból való távozását csak ideiglenesnek tekintette, szolnoki működése során is tevékenyen részt vett a szatmári közügyekben. Főispánként első útja Kenderesre vezetett Horthy Istvánhoz, aki a vármegye egyik legbefolyásosabb tagjaként korábban kétszer is visszautasította a neki felkínált főispáni posztot, de szegről-végről Újfalussy rokona is volt. Horthynál találkozott Perényi Péter országgyűlési képviselővel, akivel aztán két nap múlva indult Szolnokra, a főispáni beiktatási ceremóniára. Főispáni működésére azonban árnyékot vetett, hogy ebben az időben uralkodott el rajta egyre súlyosbodó tuberkulózisa. Ennek ellére is létrehozott egy műmalmot Szolnokon és a Szolnok–Kiskunfélegyháza vasúttársaság és a Tiszavidéki Hitelintézet igazgatőságának elnökeként is jelentős munkát fejtett ki. 1892-ben aztán az uralkodó elmozdította pozíciójából, és egyúttal Szatmár vármegye és Szatmárnémeti főispánjává nevezte ki.
Újfalussy korábbi szatmári népszerűtlensége továbbra is megmaradt, új főispáni beiktatásán egyetlen „Éljen!” sem hangzott el. Amikor Wekerle Sándor miniszterelnök 1894-ben Nagybányán tett látogatást, a főispán úgy tűnt, hogy felépült betegségéből, és újult erővel vetheti magát a munkába. Azonban amikor 1895 márciusában Szolnokon a Hungária gőzmalom részvénytársaság közgyűlésén elnökölt, újra elhatalmasodni látszott rajta a tüdőbaj. Alig egy hónappal ezután az 50. életévét alig betöltött Újfalussy Remetemezőn elhunyt, majd ugyanitt a családi sírboltban helyezték örök nyugalomra.

### Családja
1868-ban Feleségül vette Uray Leona bárónőt (1852–1916). Újfalussyné messzemenően támogatta férjét, rendszeresen szervezett hangversenyeket, előadásokat és közvacsorákat. Azonban az ő is kivette a részét a munkából, nevéhez fűződik a nagykárolyi női ipariskola megalapítása. A házasságból hét gyermek ismeretes:
- Amadil Klára Ottília (1869–1922) írónő; első férje: Domahidy Elemér (1865–1930); második férje: Schönpflug Béla
- Sarolta Margit (1871–?)
- Leona (1872–?)
- Miklós (1873–1952) pénzügyminisztériumi számtanácsos; felesége: báró Gagern Erzsébet (?–1945)
- György Endre Lajos Sándor (1874–?)
- Lajos Ernő (1877–1948) gazdasági főtanácsos, felsőházi tag, johannita lovag; neje: Szent-Iványi Anna
- Zulima Irma Evelin (1879–1937); első férje: Luby Gyula (1877–1930); második férje: dr. Brezovay István (1865–1948)

## Címei, kitüntetései
- Vaskorona-rend lovagkeresztje
- Lipót-rend lovagkeresztje, 1891
- császári és királyi kamarás
- Nagybánya díszpolgára, 1887
- Nagykároly díszpolgára, 1889